# Choi Si-won
Choi Si-won (en hangul, 최시원; en hanja, 崔始源; Seúl, 7 de abril de 1986) es un cantante, modelo y actor surcoreano, conocido por ser miembro de la banda Super Junior. También ha obtenido popularidad por sus papeles en dramas coreanos como Oh! My Lady (2010) The King of Dramas (2012), She Was Pretty (2015) y Revolutionary Love (2017), además de su papel en la película A Battle of Wits como el joven príncipe Liang Shii.

## Biografía
Choi Si-won nació el 7 de abril de 1986, en Seúl, Corea del Sur. Tiene una hermana menor llamada Jiwon. Su familia posee una de las cadenas de supermercados más grande del país y también empresas radicadas en Japón. Además, su padre es el director ejecutivo de Boryung Medience, una empresa farmacéutica. Él se graduó de Gu Jeong High School en febrero de 2006.
Se alistó como policía reclutado el 19 de noviembre de 2015. Choi es bien conocido como un devoto cristiano protestante. Con frecuencia publica citas de la Biblia en sus cuentas de Twitter y Weibo. Choi se ha unido a muchas campañas de UNICEF desde 2010. Fue designado como representante especial del comité de Corea del Sur para el UNICEF, el 12 de noviembre de 2015.
El 30 de septiembre de 2017 el perro de la familia de Choi Si-won, que llevaban suelto y sin bozal, mordió a un vecino suyo, causándole la muerte por septicemia. A los pocos días un familiar del actor publicó en redes sociales unas fotos de la celebración del cumpleaños del perro, lo que dio origen a innumerables críticas en aquellas. El actor se disculpó públicamente y se retiró por un tiempo, pero a su vuelta a la actuación en 2019 con My Fellow Citizens! se reavivó la controversia.

## Carrera musical

### Predebut
Siwon fue descubierto por un agente de talentos de SM Entertainment cuando tenía 16 años y estaba esperando a sus amigos frente a su escuela. El agente le recomendó audicionar para Starlight Casting System. Él audicionó sin la aprobación de sus padres, y ellos fueron notificados después de que Siwon pasara las audiciones. Aunque sus padres le permitieron firmar un contrato con SM Entertainment, no le dieron ningún tipo de ayuda, ya que querían que asuma la responsabilidad de sus acciones. 
Fue movido a los dormitorios junto a los demás aprendices y fue entrenado en diferentes áreas como la actuación, el canto y el baile. En el año 2003, apreció en el video musical «What is Love» de Dana (miembro de The Grace). Un año después, Siwon hizo una breve aparición en el mini-drama Precious Family, en el 2005 participó en el drama de KBS llamado Eighteen, Twinty-Nine como el joven Kang Bong-Man y en el 2006 realizó el papel de apoyo en el drama Spring Waltz como Park Sang-woo.

### 2005: Debut con Super Junior
No mucho después de su primera aparición en televisión, SM Entertainment lanzó un anuncio diciendo que Siwon oficialmente debutaría como uno de los doce miembros de una banda de chicos. Unos meses antes del debut de Super Junior 05, Siwon hizo su primera aparición oficial en los medios de comunicación con su compañero de banda Hangeng como uno de los modelos de pasarela en el desfile de moda por Bum Suk.
Siwon debutó oficialmente como parte de un proyecto de grupo de 12 miembros llamado Super Junior 05 el 5 de noviembre de 2005 en el programa musical de SBS Popular Songs, realizando su primer sencillo, «TWINS (Knock Out)». Su álbum debut SuperJunior05 (TWINS) se lanzó un mes después, el 5 de diciembre de 2005 y debutó en el puesto 3 de los MIAK K-pop en su lista mensual de álbumes.
En marzo de 2006, SM Entertainment empezó a reclutar nuevos miembros para la próxima generación de Super Junior. Sin embargo, los planes cambiaron y la compañía declaró un alto en la formación después de agregar a un decimotercer miembro, Kyuhyun. El grupo abandonó el sufijo «05» y se convirtió oficialmente en Super Junior. El nuevo grupo lanzó su primer sencillo llamado «U» que fue revelado el 7 de junio de 2006, y se convirtió en su sencillo más exitoso hasta el lanzamiento de «Sorry, Sorry» en marzo de 2009. En el otoño del 2007, el grupo lanzó su segundo álbum de estudio, Don't Don, que se convirtió en un éxito en ventas llegando a ser el segundo álbum mejor vendido ese año.

### 2007-2013: Super Junior-M ySexy Free & Single
En abril de 2008, Siwon fue ubicado en la subunidad Super Junior-M, una subunidad de mandopop de Super Junior dedicada al mercado musical chino. Ellos debutaron en China en la 8° Entrega Anual Music Chart Awards, simultáneamente se reveló su primer video musical «U» el 8 de abril de 2008. Esto fue seguido del lanzamiento de su primer álbum de estudio en idioma chino llamado Me, el 23 de abril en algunas provincias de China y el 2 de mayo en Taiwán
En junio de 2012, se reunió con sus compañeros de Super Junior para su sexto álbum de estudio, Sexy, Free & Single que fue lanzado el 4 de julio.
El 7 de enero de 2013, Super Junior-M lanzó su segundo álbum, Break Down, junto con el vídeo musical para el primer sencillo del mismo nombre. Una conferencia de prensa se llevó a cabo en Beijing el 7 de enero, y anunciaron la promoción del álbum en China.

### 2014-presente:MamacitayMagic/Devil
En marzo de 2014, Super Junior-M tuvo un regreso después de un año y tres meses. Lanzaron su tercer EP Swing, donde se muestran como trabajadores de oficina. Aunque Choi fue presentado en el video musical y la canción, no participó en la promoción debido a la filmando de su drama chino Billion Dollar Heirs. 
En agosto, se anunció que Super Junior lanzaría su séptimo álbum, Mamacita, donde Leeteuk y Heechul se reunirían con ellos, y sería su primer álbum después de su servicio militar. El video musical de «Mamacita» fue lanzado 28 de agosto y el álbum fue lanzado en línea un día más tarde y en las tiendas el 1 de septiembre.
El 16 de julio de 2015 a la medianoche, Super Junior estrenó la primera parte de su álbum especial de su décimo aniversario Devil, seguido de la segunda parte Magic, publicado el 17 de septiembre a las 12 p. m. KST.

## Actuación

### 2005-2009
Después de la participación de Siwon en Eighteen, Twenty-Nine y Precious Family en el 2005, fue seleccionado para un rol de apoyo en el drama Vals de primavera interpretando a Park Sang-woo, primo adolescente de Eun-young.
No mucho tiempo después de su debut musical, Siwon formó parte del elenco A Battle of Wits, una película de época de Hong Kong, donde interpretó el papel del príncipe Liang Shi, protagonizando junto a Andy Lau. Siwon junto a los demás miembros del elenco promovieron la película alrededor de China durante el mes de noviembre de 2006. Aunque la película recibió críticas variadas, Siwon obtuvo críticas positivas por su actuación. También recibió elogios de su coestrella Lau, afirmando que Siwon es un actor maravilloso y que establece un buen ejemplo para los jóvenes actores de Hong Kong.
En el 2007 Siwon participa en la película de comedia y horror estudiantil, Attack on the Pin-Up Boys junto a los otros miembros de Super Junior, que fue lanzada el 26 de julio del mismo año. Él interpretó uno de los roles principales, como el presidente del cuerpo estudiantil. A pesar de las críticas positivas, a la película no le fue bien en la taquilla.

Unos meses después, Siwon estuvo dentro del elenco del minidrama Legeng of Hyang Dan donde interpretó el papel principal como Lee Mong-ryong.
Siwon se unió al elenco del drama de SBS Athena: Goddess of War, serie derivada del drama de acción del 2009, Iris, donde interpreta al agente Kim Jun-ho, un analista de datos y novato agente de élite. 

### 2010-2013
En enero de 2010, Siwon protagoniza junto a Chae Rim el drama de SBS Oh! My Lady, una comedia romántica acerca de una estrella de alto nivel que se encuentra viviendo con su mánager y una mujer de 35 años que está tratando de ganar dinero para obtener la custodia de su hijo. 
Siwon también ha aparecido en algunos videos musicales de sus compañeros de agencia, como en «Hoot» de Girls' Generation, y en «Timeless» del dueto conformado por Zhang Li Yin y Xiah Junsu donde aparece junto a Hangeng.
En abril de 2011, protagonizó el drama taiwanés Extravagant Challenge junto a su compañero de banda Donghae y a la actriz Ivy Chen, siendo éste (drama) una adaptación del manga japonés Skip Beat! creado por Yoshiki Nakamura en el 2002. El rodaje tuvo lugar en Taiwán y fue transmitido en diciembre de 2011.
En agosto de 2011, formó parte del drama de KBS Poseidon. Fue elegido para el papel de Kim Sun-woo, como parte del Equipo de Investigación de Inteligencia de la Policía Marítima, junto a Lee Si-young. Fue creado originalmente para su emisión en julio de 2011, protagonizado por Eric Mun de Shinhwa y Kim Ok-bin en el papel de Kim Sun-woo y Lee Soo-yoon respectivamente. Sin embargo, ellos abandonaron cuando la producción se detuvo después del Bombardeo de Yeonpyeong en noviembre de 2010, y Siwon y Lee Si-young volvieron a recibir sus roles.
En la primera mitad del 2012, Siwon protagoniza el drama taiwanés Fall In Love With You Again, encarnando a Song Chen Yi. 
En septiembre de 2012, Siwon regresa a la televisión coreana a través del drama de SBS The King of Dramas, que está ambientado alrededor de una producción de televisión de Corea. Él actúa como Kang Hyun Min, una celebridad de alto nivel con una personalidad espinosa, junto con Kim Myung Min como director general de la producción y la actriz Jung Ryeo Won.

### 2014-presente
Siwon fue convocado para participar en una película china de título Helios, donde compartió roles con los actores Ji Jin Hee, Xueqi Wang y Jacky Cheung. «Helios» es un thriller de acción acerca de terroristas que roban un arma atómica que fue desarrollada en Corea del Sur. Aún no tiene fecha de estreno.
En 2014 filmó el drama chino Billion Dollar Heirs. Posteriormente, apareció en la película Dragon Blade junto a Jackie Chan y Adrien Brody. Choi también participó en la película To the Fore junto a Eddie Peng interpretando a un atleta de ciclismo. Tras la promoción de Devil/Magic participó en el drama de MBC She Was Pretty como el segundo protagonista masculino Kim Shin-hyuk.
En 2017, tras una pausa obligada por el servicio militar, protagonizó la comedia Amor revolucionario en tvN con el personaje de un hijo de familia chaebol que se enamora de una mujer trabajadora. La emisión de la serie sufrió las consecuencias de lo que se conoció como el incidente del perro, que repercutió negativamente en la audiencia pese a las disculpas del actor.
En 2019 protagonizó la serie My Fellow Citizens! con el personaje de Yang Jung-gook: un estafador que acaba siendo candidato a miembro de la Asamblea Nacional coreana.
En abril del 2020 se anunció que se uniría al elenco de la película SF8: Augmented Infatuation.

## Imagen
Siwon ha aparecido en varios catálogos y comerciales. Él modeló el 3 de marzo de 2010 para el show de modas de André Kim. Además ha aparecido en revistas destacadas como Elle, Cosmopolitan, High Cut y Men's Health en sus ediciones coreanas, así como en varias revistas coreanas de moda como 1st Look
Siwon también ha modelado para marcas como Armani, Lacoste, Gucci, Evisu, Burberry y Caffe Latte
Siwon ha aparecido en el catálogo de la marca coreana Spao junto a Girls' Generation y a los otros miembros de Super Junior; además de promocionar los teléfonos inteligentes «Reaction» de SK Telesys, así como para algunos productos de Acer. Él junto a Yuri de Girls' Generation son la imagen de Mamonde, una marca de cosméticos.
Choi se graduó de la Universidad de Inha en febrero de 2012 junto a su compañero de banda Ryeowook.
Siwon realizó una sesión fotográfica para la revista de moda americana VMAN, llevada a cabo por el jefe de diseño y director creativo de Chanel, Karl Lagerfeld. Siwon junto al actor Ha Jung-woo fueron elegidos como embajadores honorarios de la marca Audi para Asia. Siwon asistió al 24 Horas de Le Mans, una carrera de resistencia que se disputa en el circuito de la Sarthe, cerca de Le Mans, Francia. Fue invitado por la marca de automóviles Audi. Siwon junto a Hyoyeon de Girls' Generation participaron en una sesión fotográfica para la edición noviembre de 2013 de la revista italiana de moda, L’uomo Vogue.

## Discografía
Más información: Discografía de Super Junior

### Banda sonora y contribución de sencillos
| Año  | Canción             | Álbum              | Artista |
| ---- | ------------------- | ------------------ | ------- |
| 2010 | Worthless           | Oh! My Lady OST    | Siwon   |
| 2015 | You're the Only One | She Was Pretty OST | Siwon   |

## Filmografía
Más información: Filmografía de Super Junior

### Series de televisión
| Año         | Título                         | Rol                                   | Canal     | Ref.                 |
| ----------- | ------------------------------ | ------------------------------------- | --------- | -------------------- |
| 2004        | Precious Family                | cameo                                 | KBS 2TV   |                      |
| 2005        | Eighteen, Twenty-Nine          | Joven Kang Bong-man (cameo)           | KBS 2TV   |                      |
| 2006        | Spring Waltz                   | Park Sang-woo                         | KBS 2TV   |                      |
| 2007        | Legend of Hyang Dan            | Lee Mong Ryong                        | MBC       |                      |
| 2009        | Stage of Youth                 | Él mismo - Estrella invitada (Ep. 12) | CCTV-2    |                      |
| 2010        | Oh! My Lady                    | Sung Min Woo                          | SBS       |                      |
| 2010 - 2011 | Athena: Goddess of War         | Kim Jun-ho                            | SBS       |                      |
| 2011        | Poseidon                       | Kim Sun Woo                           | KBS 2TV   |                      |
| 2011 - 2012 | Extravagant Challenge          | Dun Helian                            | FTV       |                      |
| 2012        | Fall in Love With You Again    | Song Chen Yi                          | Hunan TV  |                      |
| 2012        | The King of Dramas             | Kang Hyun Min                         | SBS       |                      |
| 2015        | Billion Dollar Heir            | Lu Zi Hao                             | -         |                      |
| 2015        | She Was Pretty                 | Kim Si Hyuk                           | MBC       |                      |
| 2015        | Masked Prosecutor              | Ladrón                                | KBS2      |                      |
| 2015        | Dramaworld                     | él mismo                              | Viki      |                      |
| 2017        | Amor revolucionario            | Byun Hyuk                             | tvN       | [ 18 ]               |
| 2019        | My Fellow Citizens!            | Yang Jung-kook                        | KBS2      |                      |
| 2020        | SF8: Love Virtually            | Seo Min-joon / Leonardo               | MBC       | [ 19 ] [ 20 ]        |
| 2020        | Billion Dollar Heir            | Yue Xiwang                            |           |                      |
| 2021        | Work Later, Drink Now          | Kang Book-goo                         | TVING     | [ 21 ]               |
| 2022        | Work Later, Drink Now Season 2 | Kang Book-goo                         | TVING     | [ 22 ]               |
| 2022        | Love Is for Suckers            | Park Jae-hoon                         | ENA       | [ 23 ]               |
| 2023        | Sabuesos                       | Hong Min-beom                         | Netflix   | [ 24 ]               |
| 2023-24     | El juego de la muerte          | Park Jin-tae                          | TVING     | [ 25 ]               |
| 2024        | DNA Lover                      | Shim Yeon-woo                         | TV Chosun | [ 26 ] [ 27 ] [ 28 ] |

### Películas
| Año  | Título                    | Papel                             | Ref.          |
| ---- | ------------------------- | --------------------------------- | ------------- |
| 2006 | A Battle of Wits          | Liang Shi                         |               |
| 2007 | Attack on the Pin-Up Boys | Presidente del cuerpo estudiantil |               |
| 2012 | I AM.                     | Él mismo                          |               |
| 2015 | Dragon Blade              |                                   |               |
| 2015 | To the Fore               |                                   |               |
| 2015 | Helios                    | Park Woo-cheol                    |               |
| 2025 | Forbidden Fairytale       | Kang Jung-seok                    | [ 29 ] [ 30 ] |

### Programas de variedades
| Año         | Título                         | Canal    | Nota                                 |
| ----------- | ------------------------------ | -------- | ------------------------------------ |
| 2005 - 2006 | Super Junior Show              | KM       |                                      |
| 2006        | Mystery 6                      | Mnet     | Documental de terror de Super Junior |
| 2007 - 2008 | Exploradores del Cuerpo Humano | SBS      |                                      |
| 2010, 2012  | Running Man                    | SBS      | Episodio 22 y 75                     |
| 2013        | Strong Heart 2                 | SBS      | Segunda Temporada, Episodio 1        |
| 2014        | Happy Together                 | MBC      | "Jackie Chan y sus amigos"           |
| 2015        | We Are In Love                 | MBC JSTV |                                      |
| 2017        | Life Bar                       | tvN      | Ep. #40                              |
| 2020-       | Yacht Expedition               | MBC      | miembro                              |

### Apariciones en vídeos musicales
Más información: Videografía de Super Junior
| Año  | Título                        | Artista                          |
| ---- | ----------------------------- | -------------------------------- |
| 2003 | «What is Love»                | Dana (The Grace)                 |
| 2006 | «Timeless»                    | Zhang Li Yin y Xiah Junsu        |
| 2008 | «I Will»                      | Zhang Li Yin                     |
| 2008 | «The Left Shore of Happiness» | Zhang Li Yin                     |
| 2009 | «Fireflies»                   | Ariel Lin                        |
| 2009 | «S.E.O.U.L.»                  | Super Junior y Girls' Generation |
| 2010 | «Hoot»                        | Girls' Generation                |
| 2014 | «Motorcycle»                  | Donghae & Eunhyuk                |

### Presentador
| Año  | Evento                             | Notas                    |
| ---- | ---------------------------------- | ------------------------ |
| 2021 | 2021 MAMA (2021 Mnet Music Awards) | presentador de categoría |

## Premios y nominaciones
Más información : Premios y nominaciones de Super Junior
| Año  | Premio                           | Categoría                                    | Trabajo Nominado    | Resultado |
| ---- | -------------------------------- | -------------------------------------------- | ------------------- | --------- |
| 2010 | SBS Drama Awards                 | Mejor Nuevo Actor                            | Oh! My Lady         | Ganó      |
| 2010 | 4th Men's Health Cool Guy Awards | Mejor Portada de Revista                     | Él mismo            | Ganó      |
| 2011 | AllKPop Awards                   | Mejor Personalidad en Redes Sociales 2011    | Él mismo            | Ganó      |
| 2012 | Mnet 20's Choice Awards          | 20′s Social Artist                           | Él mismo            | Nominado  |
| 2013 | World Music Awards               | Mejor Artista Masculino Mundial              | Él mismo            | Nominado  |
| 2013 | World Music Awards               | Mejor Acto en Vivo Mundial                   | Él mismo            | Nominado  |
| 2013 | World Music Awards               | Mejor Animador Mundial                       | Él mismo            | Nominado  |
| 2015 | MBC Drama Awards                 | Premio de excelencia, actor de miniserie     | She Was Pretty      | Nominado  |
| 2015 | MBC Drama Awards                 | Premio de popularidad, actor                 | She Was Pretty      | Nominado  |
| 2019 | KBS Drama Awards                 | Excellence Award for Mid-Length Drama (Male) | My Fellow Citizens! | Ganó      |